# Yōichi Takahashi

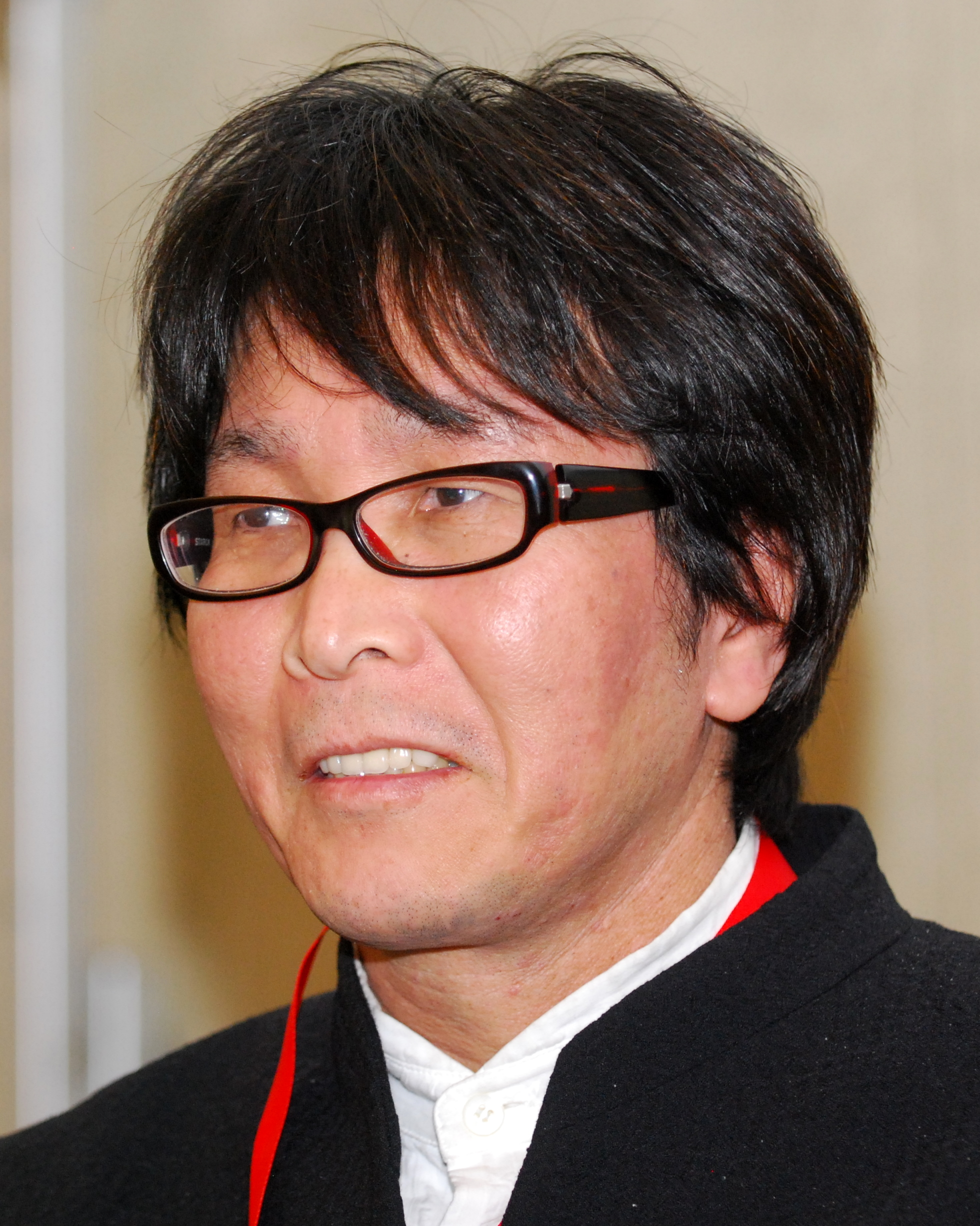
Yōichi Takahashi

Yōichi Takahashi (jap. 高橋 陽一, Takahashi Yōichi; * 28. Juli 1960 in der Präfektur Tokio, Japan) ist ein japanischer Manga-Zeichner.

## Leben
Nach dem Abschluss der Oberschule arbeitete Takahashi als Assistent für die Manga-Zeichner Shinji Hiramatsu und Takeshi Miya. Sein erstes Werk als professioneller Zeichner veröffentlichte Takahashi 1980 mit der Kurzgeschichte Captain Tsubasa im Shōnen Jump, dem meistverkauften Manga-Magazin. Der kurze Fußball-Manga kam derart gut an, dass man ihn 1981 zu einer Serie ausbaute. Bis 1988 erschien Captain Tsubasa in Shōnen Jump. Der über 6500 Seiten umfassende Manga war ein großer kommerzieller Erfolg, wurde als 128-teilige Anime-Fernsehserie umgesetzt und in mehrere Länder exportiert.
Es folgten einige andere Mangas für Shōnen Jump, die jedoch bei weitem nicht an den Erfolg von Captain Tsubasa heranreichen konnten; zu diesen Mangas zählen der Baseball-Manga Ace! (1990–1991) und der Box-Manga Chibi (1992–1993).
Seit 1994 zeichnet Takahashi an Fortsetzungen von Captain Tsubasa, bis 1997 für Shōnen Jump, danach für Young Jump. Young Jump richtet sich an eine ältere Zielgruppe als das für Grund- und Mittelschüler konzipierte Shōnen Jump, an junge Männer. Dies spiegelt sich im Inhalt der Captain-Tsubasa-Fortsetzungen wider, in denen die Hauptfigur inzwischen erwachsen ist und bei Profi-Fußballvereinen in aller Welt Erfolge feiert. Die Buchveröffentlichungen zu Captain Tsubasa und dessen Fortsetzungen, zu denen es ebenfalls mehrere Anime-Umsetzungen gibt, verkauften sich in Japan über 70 Millionen Mal.
Von 2002 bis 2004 kreierte der Autor mit Hungry Heart: Wild Striker einen weiteren Fußball-Manga. Dieser erschien, erstmals in Takahashis Karriere, nicht in Shōnen Jump oder in einem von dessen Schwestermagazinen (bei Shūeisha), sondern im Shōnen Champion-Magazin (bei Akita Shoten). Hungry Heart: Wild Striker wurde als Anime verfilmt.
Takahashi ist seit 2013 Vorstandsvorsitzender des in seinem Tokioter Heimatbezirk Katsushika ansässigen Fußballvereins Nankatsu SC. Der Verein spielt aktuell nach einer Reihe von Aufstiegen in der Kantō-Regionalliga und hält seit 2019 den Status eines sogenannten J.League-Hundertjahrplan-Vereins mit dem Ziel, mittelfristig in die Profiliga aufzusteigen.

## Werke
- Captain Tsubasa (キャプテン翼), 1981–1987
- Shō no Densetsu (翔の伝説), 1988–1989
- Ace! (エース!), 1990–1991
- Chibi (チビ), 1992–1993
- Captain Tsubasa: World Youth Hen (キャプテン翼 ワールドユース編), 1994–1997
- Captain Tsubasa – Road to 2002 (キャプテン翼 -ROAD TO 2002-), 2001–2004
- Hungry Heart: Wild Striker (ハングリーハート WILD STRIKER), 2002–2004
- Captain Tsubasa – Golden 23 (キャプテン翼 -GOLDEN 23-), seit 2005